# Équipe d'Irlande du Nord de football au Championnat d'Europe 2016
Cet article relate le parcours de l'équipe d'Irlande du Nord de football lors du Championnat d'Europe de football 2016 organisé en France du 10 juin au 10 juillet 2016.
C'est la première qualification de l'Irlande du Nord à une phase finale de championnat d'Europe. C'est aussi la première participation à une phase finale d'une compétition internationale depuis 1986.

## Effectif
Le 19 mai 2016 Michael O'Neill annonce une pré-sélection de 28 joueurs pour le premier match amical de préparation programmé le 27 mai. Au lendemain de ce match, O'Neill annoncera la liste définitive de 23 joueurs. Le capitanat est confié à Steven Davis. 
| Numéro / Nom       | Numéro / Nom     | Équipe               | Sél. (but)      | Date de naissance | J.              |                 |                 |                 |                 |
| Gardiens de but    | Gardiens de but  | Gardiens de but      | Gardiens de but | Gardiens de but   | Gardiens de but | Gardiens de but | Gardiens de but | Gardiens de but | Gardiens de but |
| ------------------ | ---------------- | -------------------- | --------------- | ----------------- | --------------- | --------------- | --------------- | --------------- | --------------- |
|                    | Michael McGovern | Hamilton Academical  | 10 (0)          | 12.7.1984         | -               | -               | -               | -               | -               |
|                    | Alan Mannus      | St. Johnstone FC     | 7 (0)           | 19.5.1982         | -               | -               | -               | -               | -               |
|                    | Roy Carroll      | Notts County         | 41 (0)          | 30.7.1977         | -               | -               | -               | -               | -               |
| Défenseurs         |                  |                      |                 |                   |                 |                 |                 |                 |                 |
|                    | Lee Hodson       | Milton Keynes Dons   | 14 (0)          | 2.10.1991         | -               | -               | -               | -               | -               |
|                    | Craig Cathcart   | Watford FC           | 15 (0)          | 6.2.1989          | -               | -               | -               | -               | -               |
|                    | Jonny Evans      | West Bromwich Albion | 49 (1)          | 2.1.1988          | -               | -               | -               | -               | -               |
|                    | Gareth McAuley   | West Bromwich Albion | 52 (5)          | 5.12.1979         | -               | -               | -               | -               | -               |
|                    | Aaron Hughes     | Melbourne City       | 95 (1)          | 8.11.1979         | -               | -               | -               | -               | -               |
|                    | Paddy McNair     | Manchester United    | 7 (0)           | 27.4.1995         | -               | -               | -               | -               | -               |
|                    | Conor McLaughlin | Fleetwood Town       | 12 (0)          | 6.7.1991          | -               | -               | -               | -               | -               |
|                    | Luke McCullough  | Doncaster Rovers     | 5 (0)           | 15.2.1994         | -               | -               | -               | -               | -               |
|                    | Chris Baird      | Derby County         | 76 (0)          | 25.2.1982         | -               | -               | -               | -               | -               |
| Milieux de terrain |                  |                      |                 |                   |                 |                 |                 |                 |                 |
|                    | Steven Davis     | Southampton FC       | 81 (8)          | 1.1.1985          | -               | -               | -               | -               | -               |
|                    | Niall McGinn     | Aberdeen FC          | 12 (0)          | 20.7.1987         | -               | -               | -               | -               | -               |
|                    | Oliver Norwood   | Reading FC           | 29 (0)          | 12.4.1991         | -               | -               | -               | -               | -               |
|                    | Shane Ferguson   | Millwall FC          | 21 (1)          | 12.7.1991         | -               | -               | -               | -               | -               |
|                    | Stuart Dallas    | Leeds United         | 10 (1)          | 19.4.1991         | -               | -               | -               | -               | -               |
|                    | Corry Evans      | Blackburn Rovers     | 30 (1)          | 30.7.1990         | -               | -               | -               | -               | -               |
|                    | Jamie Ward       | Nottingham Forest    | 20 (2)          | 12.5.1986         | -               | -               | -               | -               | -               |
| Attaquants         |                  |                      |                 |                   |                 |                 |                 |                 |                 |
|                    | Kyle Lafferty    | Birmingham City      | 49 (16)         | 16.9.1987         | -               | -               | -               | -               | -               |
|                    | Josh Magennis    | Kilmarnock FC        | 15 (1)          | 15.8.1990         | -               | -               | -               | -               | -               |
|                    | Conor Washington | Queens Park Rangers  | 2 (0)           | 18.5.1992         | -               | -               | -               | -               | -               |
|                    | Will Grigg       | Wigan Athletic       | 7 (0)           | 3.7.1991          | -               | -               | -               | -               | -               |
| Sélectionneur      |                  |                      |                 |                   |                 |                 |                 |                 |                 |
|                    | Michael O'Neill  |                      |                 | 15.10.1968        |                 |                 |                 |                 |                 |

 = capitaine --  Gardien de butDéfenseurMilieu de terrainAttaquantSélectionneur

Joueurs écartés de la liste définitive le 28 mai 2016
| Numéro / Nom       | Numéro / Nom    | Équipe              | Sél. (but) | Date de naissance | J.         |            |            |            |            |
| Défenseurs         | Défenseurs      | Défenseurs          | Défenseurs | Défenseurs        | Défenseurs | Défenseurs | Défenseurs | Défenseurs | Défenseurs |
| ------------------ | --------------- | ------------------- | ---------- | ----------------- | ---------- | ---------- | ---------- | ---------- | ---------- |
|                    | Michael Smith   | Peterborough United | 1 (0)      | 4.9.1988          |            |            |            |            |            |
|                    | Daniel Lafferty | Rotherham United    | 10 (0)     | 18.5.1989         |            |            |            |            |            |
| Milieux de terrain |                 |                     |            |                   |            |            |            |            |            |
|                    | Ben Reeves      | Milton Keynes Dons  | 2 (0)      | 19.11.1991        |            |            |            |            |            |
| Attaquants         |                 |                     |            |                   |            |            |            |            |            |
|                    | Liam Boyce      | Ross County FC      | 7 (0)      | 8.4.1991          |            |            |            |            |            |
|                    | Billy McKay     | Dundee United       | 9 (0)      | 22.10.1988        |            |            |            |            |            |

 = capitaine --  Gardien de butDéfenseurMilieu de terrainAttaquantSélectionneur

## Qualifications
L'Irlande du Nord termine à la première place du groupe F et se qualifie directement pour la phase finale.
| Rang | Équipe          | Pts | J  | G | N | P | Bp | Bc | Diff |  | Résultats (▼ dom., ► ext.) |     |     |     |     |     |     |
| ---- | --------------- | --- | -- | - | - | - | -- | -- | ---- |  | -------------------------- | --- | --- | --- | --- | --- | --- |
| 1    | Irlande du Nord | 21  | 10 | 6 | 3 | 1 | 16 | 8  | +8   |  | Irlande du Nord            |     | 0-0 | 1-1 | 2-1 | 2-0 | 3-1 |
| 2    | Roumanie        | 20  | 10 | 5 | 5 | 0 | 11 | 2  | +9   |  | Roumanie                   | 2-0 |     | 1-1 | 1-1 | 1-0 | 0-0 |
| 3    | Hongrie         | 16  | 10 | 4 | 4 | 2 | 11 | 9  | +2   |  | Hongrie                    | 1-2 | 0-0 |     | 1-0 | 2-1 | 0-0 |
| 4    | Finlande        | 12  | 10 | 3 | 3 | 4 | 9  | 10 | -1   |  | Finlande                   | 1-1 | 0-2 | 0-1 |     | 1-0 | 1-1 |
| 5    | Îles Féroé      | 6   | 10 | 2 | 0 | 8 | 6  | 17 | -11  |  | Îles Féroé                 | 1-3 | 0-3 | 0-1 | 1-3 |     | 2-1 |
| 6    | Grèce           | 6   | 10 | 1 | 3 | 6 | 7  | 14 | -7   |  | Grèce                      | 0-2 | 0-1 | 4-3 | 0-1 | 0-1 |     |

## Matchs de préparation
L'équipe d'Irlande du Nord de football dispute deux matchs amicaux en guise de préparation. Le premier a lieu le 27 mai 2016 à Windsor Park à Belfast contre la Biélorussie. Le second le 4 juin à Trnava contre la Slovaquie après un stage en Autriche.
| Premier match de préparation | Irlande du Nord                          | 3-0   | Biélorussie | Windsor Park, Belfast       |                             |
| 27 mai 2016 19:45            | Lafferty 6e · Washington 44e · Grigg 88e | (2-0) |             | Arbitrage : Martin Atkinson | Arbitrage : Martin Atkinson |

| Second match de préparation | Slovaquie | 0-0   | Irlande du Nord | Stade Antona Malatinského, Trnava |                           |
| 4 juin 2016 19:45           |           | (0-0) |                 | Arbitrage : Radu Petrescu         | Arbitrage : Radu Petrescu |

## Phase finale
L'Irlande du Nord se trouve dans le groupe C avec l'Allemagne, la Pologne et l'Ukraine. Elle termine troisième avec 3 points.

### Premier tour - groupe C
| Rang | Équipe          | Pts | J | G | N | P | Bp | Bc | Diff |
| ---- | --------------- | --- | - | - | - | - | -- | -- | ---- |
| 1    | Allemagne       | 7   | 3 | 2 | 1 | 0 | 3  | 0  | +3   |
| 2    | Pologne         | 7   | 3 | 2 | 1 | 0 | 2  | 0  | +2   |
| 3    | Irlande du Nord | 3   | 3 | 1 | 0 | 2 | 2  | 2  | 0    |
| 4    | Ukraine         | 0   | 3 | 0 | 0 | 3 | 0  | 5  | -5   |

     Équipes directement qualifiées ;      Équipe qualifiée en tant que meilleure 3e ; Pts : points ; J : matchs joués ; G : matchs gagnés ; N : matchs nuls ; P : matchs perdus ;

Bp : buts pour ; Bc : buts contre ; Diff : différence de buts.

#### Pologne - Irlande du Nord
| Match 6                                              | Pologne                     | 1 - 0   | Irlande du Nord | Allianz Riviera, Nice                           |                                                 |
| 12 juin 2016 · 18 h CEST · Historique des rencontres | ( Błaszczykowski) Milik 51e | (0 - 0) |                 | Spectateurs : 33 742 Arbitrage : Ovidiu Hațegan | Spectateurs : 33 742 Arbitrage : Ovidiu Hațegan |
| 12 juin 2016 · 18 h CEST · Historique des rencontres | Rapport                     |         |                 | Spectateurs : 33 742 Arbitrage : Ovidiu Hațegan | Spectateurs : 33 742 Arbitrage : Ovidiu Hațegan |

| Pologne | Irlande du Nord |

| Pologne :       |    |                      |  |     |     |
|                 |    |                      |  |     |     |
| Gardien de but  | 1  | Wojciech Szczęsny    |  |     |     |
|                 | 2  | Michał Pazdan        |  |     |     |
|                 | 3  | Artur Jędrzejczyk    |  |     |     |
|                 | 5  | Krzysztof Mączyński  |  |     | 78e |
|                 | 7  | Arkadiusz Milik      |  |     |     |
|                 | 9  | Robert Lewandowski   |  |     |     |
|                 | 10 | Grzegorz Krychowiak  |  |     |     |
|                 | 14 | Kamil Glik           |  |     |     |
|                 | 15 | Jakub Błaszczykowski |  |     | 80e |
|                 | 16 | Łukasz Piszczek      |  | 89e |     |
|                 | 18 | Bartosz Kapustka     |  | 65e | 88e |
| Remplaçants :   |    |                      |  |     |     |
|                 | 6  | Tomasz Jodłowiec     |  |     | 78e |
|                 | 11 | Kamil Grosicki       |  |     | 80e |
|                 | 17 | Sławomir Peszko      |  |     | 88e |
| Sélectionneur : |    |                      |  |     |     |
| Adam Nawałka    |    |                      |  |     |     |

| Irlande du Nord : |    |                  |  |     |     |
|                   |    |                  |  |     |     |
| Gardien de but    | 1  | Michael McGovern |  |     |     |
|                   | 2  | Conor McLaughlin |  |     |     |
|                   | 3  | Shane Ferguson   |  |     | 66e |
|                   | 4  | Gareth McAuley   |  |     |     |
|                   | 5  | Jonny Evans      |  |     |     |
|                   | 6  | Chris Baird      |  |     | 76e |
|                   | 8  | Steven Davis     |  |     |     |
|                   | 10 | Kyle Lafferty    |  |     |     |
|                   | 16 | Oliver Norwood   |  |     |     |
|                   | 17 | Paddy McNair     |  |     | 46e |
|                   | 20 | Craig Cathcart   |  | 69e |     |
| Remplaçants :     |    |                  |  |     |     |
|                   | 14 | Stuart Dallas    |  |     | 46e |
|                   | 11 | Conor Washington |  |     | 66e |
|                   | 19 | Jamie Ward       |  |     | 76e |
| Sélectionneur :   |    |                  |  |     |     |
| Michael O'Neill   |    |                  |  |     |     |

| Assistants : Octavian Șovre Sebastian Gheorghe Quatrième arbitre : Anastásios Sidirópoulos Arbitres assistants additionnels : Alexandru Tudor Sebastian Colțescu Homme du match : Grzegorz Krychowiak |

#### Ukraine - Irlande du Nord
| Match 17                                             | Ukraine | 0 - 2   | Irlande du Nord                       | Parc Olympique lyonnais, Décines-Charpieu       |                                                 |
| 16 juin 2016 · 18 h CEST · Historique des rencontres |         | (0 - 0) | 49e McAuley (Norwood ) · 90+6e McGinn | Spectateurs : 51 043 Arbitrage : Pavel Královec | Spectateurs : 51 043 Arbitrage : Pavel Královec |
| 16 juin 2016 · 18 h CEST · Historique des rencontres | Rapport |         |                                       | Spectateurs : 51 043 Arbitrage : Pavel Královec | Spectateurs : 51 043 Arbitrage : Pavel Královec |

| Ukraine | Irlande du Nord |

| Ukraine :        |    |                       |     |     |
|                  |    |                       |     |     |
| Gardien de but   | 12 | Andrei Pyatov         |     |     |
|                  | 3  | Yevhen Khacheridi     |     |     |
|                  | 6  | Taras Stepanenko      |     |     |
|                  | 7  | Andriy Yarmolenko     |     |     |
|                  | 9  | Viktor Kovalenko      |     | 83e |
|                  | 10 | Yevhen Konoplyanka    |     |     |
|                  | 11 | Yevhen Seleznyov      | 40e | 71e |
|                  | 13 | Viatcheslav Chevtchuk |     |     |
|                  | 16 | Serhiy Sydorchuk      | 67e | 76e |
|                  | 17 | Artem Fedetskyi       |     |     |
|                  | 20 | Yaroslav Rakitskiy    |     |     |
| Remplaçants :    |    |                       |     |     |
|                  | 8  | Roman Zozulya         |     | 71e |
|                  | 19 | Denys Harmash         |     | 76e |
|                  | 21 | Oleksandr Zinchenko   |     | 83e |
| Sélectionneur :  |    |                       |     |     |
| Mykhailo Fomenko |    |                       |     |     |

| Irlande du Nord : |    |                  |       |       |
|                   |    |                  |       |       |
| Gardien de but    | 1  | Michael McGovern |       |       |
|                   | 4  | Gareth McAuley   |       |       |
|                   | 5  | Jonny Evans      | 90+5e |       |
|                   | 8  | Steven Davis     |       |       |
|                   | 11 | Conor Washington |       | 84e   |
|                   | 13 | Corry Evans      |       | 90+3e |
|                   | 14 | Stuart Dallas    | 87e   |       |
|                   | 16 | Oliver Norwood   |       |       |
|                   | 18 | Aaron Hughes     |       |       |
|                   | 19 | Jamie Ward       | 63e   | 69e   |
|                   | 20 | Craig Cathcart   |       |       |
| Remplaçants :     |    |                  |       |       |
|                   | 7  | Niall McGinn     |       | 69e   |
|                   | 21 | Josh Magennis    |       | 84e   |
|                   | 17 | Paddy McNair     |       | 90+3e |
| Sélectionneur :   |    |                  |       |       |
| Michael O'Neill   |    |                  |       |       |

| Assistants : Roman Slyško Tomas Mokrusch Quatrième arbitre : Anastásios Sidirópoulos Arbitres assistants additionnels : Peter Ardeleanu Michal Patak Homme du match : Gareth McAuley |

#### Irlande du Nord - Allemagne
| Match 30                                             | Irlande du Nord | 0 - 1   | Allemagne           | Parc des Princes, Paris                         |                                                 |
| 21 juin 2016 · 18 h CEST · Historique des rencontres |                 | (0 - 1) | 30e Gómez (Müller ) | Spectateurs : 44 125 Arbitrage : Clément Turpin | Spectateurs : 44 125 Arbitrage : Clément Turpin |
| 21 juin 2016 · 18 h CEST · Historique des rencontres | Rapport         |         |                     | Spectateurs : 44 125 Arbitrage : Clément Turpin | Spectateurs : 44 125 Arbitrage : Clément Turpin |

| Irlande du Nord | Allemagne |

| Irlande du Nord : |    |                  |     |
|                   |    |                  |     |
| Gardien de but    | 1  | Michael McGovern |     |
|                   | 4  | Gareth McAuley   |     |
|                   | 5  | Jonny Evans      |     |
|                   | 8  | Steven Davis     |     |
|                   | 11 | Conor Washington | 59e |
|                   | 13 | Corry Evans      | 84e |
|                   | 14 | Stuart Dallas    |     |
|                   | 16 | Oliver Norwood   |     |
|                   | 18 | Aaron Hughes     |     |
|                   | 19 | Jamie Ward       | 70e |
|                   | 20 | Craig Cathcart   |     |
| Remplaçants :     |    |                  |     |
|                   | 10 | Kyle Lafferty    | 59e |
|                   | 21 | Josh Magennis    | 70e |
|                   | 7  | Niall McGinn     | 84e |
| Sélectionneur :   |    |                  |     |
| Michael O'Neill   |    |                  |     |

| Allemagne :     |    |                         |     |
|                 |    |                         |     |
| Gardien de but  | 1  | Manuel Neuer            |     |
|                 | 3  | Jonas Hector            |     |
|                 | 5  | Mats Hummels            |     |
|                 | 6  | Sami Khedira            | 69e |
|                 | 8  | Mesut Özil              |     |
|                 | 13 | Thomas Müller           |     |
|                 | 17 | Jérôme Boateng          | 76e |
|                 | 18 | Toni Kroos              |     |
|                 | 19 | Mario Götze             | 55e |
|                 | 21 | Joshua Kimmich          |     |
|                 | 23 | Mario Gómez             |     |
| Remplaçants :   |    |                         |     |
|                 | 9  | André Schürrle          | 55e |
|                 | 7  | Bastian Schweinsteiger0 | 69e |
|                 | 4  | Benedikt Höwedes        | 76e |
| Sélectionneur : |    |                         |     |
| Joachim Löw     |    |                         |     |

| Assistants : Frédéric Cano Nicolas Danos Quatrième arbitre : Slavko Vinčić Arbitres assistants additionnels : Benoît Bastien Fredy Fautrel Homme du match : Mesut Özil |

### Huitième de finale

#### Pays de Galles - Irlande du Nord
| Match 38                                             | Pays de Galles    | 1 - 0   | Irlande du Nord | Parc des Princes, Paris                          |                                                  |
| 25 juin 2016 · 18 h CEST · Historique des rencontres | McAuley 75e (csc) | (0 - 0) |                 | Spectateurs : 44 342 Arbitrage : Martin Atkinson | Spectateurs : 44 342 Arbitrage : Martin Atkinson |
| 25 juin 2016 · 18 h CEST · Historique des rencontres | Rapport           |         |                 | Spectateurs : 44 342 Arbitrage : Martin Atkinson | Spectateurs : 44 342 Arbitrage : Martin Atkinson |